# 피에트로 펠레그리
피에트로 펠레그리(이탈리아어: Pietro Pellegri, 2001년 3월 17일 ~ )는 이탈리아의 축구 선수이다. 그의 포지션은 스트라이커로, 현재 세리에 A의 토리노에서 활약하고 있다.
2016년, 펠레그리는 15세 280일의 나이로 아메데오 아마데이와 함께 세리에 A에 출전한 공동 최연소 선수로 기록됐다. 그것은 15세 274일의 나이로 2021년 5월 위스돔 아메이가 경신했다.

## 클럽 경력

### 제노아
제노바에서 태어난 펠레그리는 제노아 유소년팀 출신이다. 2016년 12월 22일, 그는 1-0으로 패한 토리노 원정 경기에서 88분에 토마스 링콘과 교체 투입되어 세리에 A 성인팀 데뷔전을 치렀다. 15세 280일의 나이에 그는 로마의 아메데오 아마데이가 1937년 이래 보유했던 최연소 세리에 A 데뷔 기록과 어깨를 나란히 했다. (위스돔 아메이는 이후 2021년 볼로냐 데뷔전에서 이 기록을 뛰어넘었다.) 이로써 그는 21세기에 태어난 선수로는 처음으로 세리에 A에 출전한 선수가 되었고, 2000년대에 태어난 선수로는 모이스 켄에 이어 이탈리아 1부 리그에 데뷔한 두 번째 선수가 되었다. 5월 28일, 그는 3-2로 패한 로마와의 원정 경기에서 세리에 A 첫 골을 기록했고, 21세기에 태어난 선수로는 처음으로 세리에 A에서 득점을 기록했다. 그는 이탈리아 1부 리그에서 아마데이와 잔니 리베라에 이어 세 번째로 어린 나이에 득점하였다.
2017년 9월 17일, 그는 3-2로 패한 라치오와의 홈경기에서 16세의 나이로 유럽 주요 리그에서 두 골을 넣은 첫 선수가 되었다. 그는 또한 세리에 A에서 그렇게 해낸 최연소 선수로 기록되었다.

### 모나코
2018년 1월 27일, 펠레그리는 언론 보도에 따르면 €25M의 이적료에 모나코로 이적하였다. 16세 선수로서 두 번째로 큰 이적료였다.
2월 16일, 그는 4-0으로 이긴 디종과의 리그 1 홈경기에서 케이타 발데와 교체 투입되어 모나코 데뷔전을 치렀다. 16세 10개월 30일의 나이로, 그는 클럽 역사상 최연소 리그 출전 기록을 세웠다. 킬리안 음바페의 기록을 11일 경신했고, 프랑스 공격수로부터 축하를 받았다.
8월 26일, 그는 2-1로 패한 보르도와 경기에서 모나코에서의 첫 골을 득점하였다. 그 결과, 그는 21세기 출생자 중 프랑스 1부 리그에서 득점한 최초의 선수가 되었다.

#### 밀란 임대
2021년 8월 25일, 밀란은 모나코 소속의 펠레그리와 임대 계약을 체결했다고 발표했으며, 특정 조건 충족 시 완전 영입 옵션이 발동된다.
1군 경기에 6번 출전하는데 그친 후, 2022년 1월 27일 밀란은 임대 계약을 종료하였다.

#### 토리노 임대
2022년 1월 27일, 토리노는 모나코 소속의 펠레그리와 완전 영입 옵션과 함께 임대 계약을 체결하였다.

### 토리노
2022년 6월 28일, 토리노는 펠레그리를 완전 영입하였다.

## 국가대표팀 경력
이탈리아 U-17 소속으로, 펠레그리는 2017년 UEFA U-17 축구 선수권 대회에 참가하여 1골을 득점하였다.
그는 2018년 9월 로베르토 만치니 감독에 의해 이탈리아 성인 대표팀에 처음으로 차출되었고, 그 달에 열린 2018-19년 UEFA 네이션스리그 A 3조 개막전인 폴란드와 포르투갈과의 2번째 경기에 참가했다. 그는 경미한 부상으로 경기에 결장했다.
펠레그리는 2020년 11월 11일, 피렌체에서 열린 4-0으로 이긴 에스토니아와의 친선 경기에서 교체 투입되어 19세의 나이로 성인 국가대표팀 데뷔전을 치렀다.

## 사생활
그의 우상이자 큰 영향력을 끼친 즐라탄 이브라히모비치를 꼽으며 "세계 최고의 스트라이커"라고 말했다. 펠레그리는 토리노의 팀 매니저 마르코 펠레그리의 아들이다.